# Arundanus fastigatus
Arundanus fastigatus är en insektsart som beskrevs av Delong 1941. Arundanus fastigatus ingår i släktet Arundanus och familjen dvärgstritar. Inga underarter finns listade i Catalogue of Life.